# Givron
Givron település Franciaországban, Ardennes megyében. Lakosainak száma 94 fő (2022. január 1.). Givron Chaumont-Porcien, Doumely-Bégny, Draize és La Romagne községekkel határos.

## Népesség
A település népességének változása:
| Lakosok száma | 119  | 99   | 95   | 79   | 100  | 91   | 86   | 86   | 89   | 94   |
|               | 1968 | 1982 | 1990 | 2006 | 2013 | 2015 | 2017 | 2019 | 2020 | 2022 |